# Tirarinetta kanunka
Tirarinetta kanunka — викопний вид гусеподібних птахів родини Качкові (Anatidae). Вид існував у пліоцені. Скам'янілі рештки птаха знайдені у відкладеннях формування Канунка на півдні Австралії.